# Canton de Roussillon
Pour les articles homonymes, voir Roussillon.
Le canton de Roussillon est une circonscription électorale française située dans le département de l'Isère et la région Auvergne-Rhône-Alpes.

## Géographie
Ce canton est organisé autour de Roussillon dans l'arrondissement de Vienne. Son altitude varie de 134 m (Le Péage-de-Roussillon) à 408 m (Saint-Julien-de-l'Herms et Pommier-de-Beaurepaire).

## Histoire
Par décret du 18 février 2014, le nombre de cantons du département est divisé par deux, avec mise en application aux élections départementales de mars 2015. Le canton de Roussillon est conservé et s'agrandit. Il passe de 21 à 27 communes.

## Représentation

### Conseillers généraux de 1833 à 2015
| Période                                  | Période      | Identité                       | Étiquette       | Qualité |
| ---------------------------------------- | ------------ | ------------------------------ | --------------- | --- |
| 1833                                     | 1856         | Marc Antoine Jourdan fils aîné |                 | Propriétaire à Saint-Maurice-l'Exil, maire d'Agnin |
| 1856                                     | 1861         | Jean-Antoine Hours             | Républicain     | Notaire à Anjou |
| 1861                                     | 1877         | Charles Jourdan                | Centre droit    | Propriétaire-agriculteur, éleveur de bestiaux, maire d'Agnin Député (1871-1876) |
| 1877                                     | 1888 (décès) | Jean-Antoine Hours             | Républicain     | Maire d'Anjou |
| 1888                                     | 1891 (décès) | Charles Jourdan                | Centre droit    | Propriétaire-agriculteur, éleveur de bestiaux, maire d'Agnin Député (1871-1876) |
| 1891                                     | 1895         | Louis Lombard                  | Républicain     | Avocat, conseiller municipal de Vienne Député (1885-1893) |
| 1895                                     | 1907         | Florentin Desmalles            | Républicain     | Propriétaire, maire de Bougé-Chambalud |
| 1907                                     | 1919 (décès) | Adolphe Marchand               |                 | Maire du Péage-de-Roussillon, conseiller d'arrondissement |
| 1919                                     | 1922 (décès) | Lucien Romatif                 | Rad.            | Propriétaire Maire de Roussillon, conseiller d'arrondissement |
| 1922                                     | 1928         | Claude Ollier                  | Rad.            | Ingénieur et industriel Député (1924-1928 et 1932-1936) Maire du Péage-de-Roussillon |
|                                          |              |                                |                 | |
| 1937                                     | 1940         | Paul Benatru                   | Républicain PPF | Entrepreneur et agriculteur au Péage-de-Roussillon, ancien conseiller d'arrondissement Nommé membre de la Commission administrative départementale en 1941 Nommé conseiller départemental en 1943 |
|                                          |              |                                |                 | |
| 1945                                     | 1967         | Jean-Baptiste Dufeu            | Rad.            | Commerçant Maire du Péage-de-Roussillon Sénateur (1955-1974) |
| 1967                                     | 1979         | Roger Coste                    | PCF             | Directeur d'école Maire de Roussillon - Député (1967-1968) |
| 1979                                     | 1985         | Maurice Poirier                | PCF             | Agent de maîtrise Maire de Roussillon (1977-1997) |
| 1985                                     | 1992         | René Bourget                   | PS              | Chirurgien-dentiste Député (1982-1986 et 1990-1993) |
| 1992                                     | 1998         | Maurice Poirier                | PCF             | Maire de Roussillon (1977-1997) |
| 1998                                     | 2015         | Daniel Rigaud                  | PCF             | Retraité de la SNCF Maire de Roussillon (1997-2005) |
| Les données manquantes sont à compléter. |              |                                |                 | |

Daniel Rigaud est un retraité de la SNCF, membre du PCF. Il a été maire de Roussillon de 1997 à 2005. Il est élu au conseil général de l'Isère en 1998, il est réélu le 28 mars 2004 avec 53,05 %, et de nouveau réélu en mars 2011.

### Conseillers d'arrondissement (de 1833 à 1940)
| Période                                  | Période      | Identité                      | Étiquette                | Qualité |
| ---------------------------------------- | ------------ | ----------------------------- | ------------------------ | --- |
| 1833                                     | 1836         | Alfred Jacquier de Terrebasse | Monarchiste              | Propriétaire du château de Terrebasse, historien, maire de Ville-sous-Anjou, député (1834-1842)             |
| 1836                                     | 1848         | Nicolas Jourdan (1792-1860)   |                          | Propriétaire à Anjou                                                                                        |
|                                          |              |                               |                          | |
| 1886                                     | 1892         | Joseph-Antoine Donnat         | Conservateur             | Maire de Saint-Alban-du-Rhône                                                                               |
| 1892                                     | 1898         | Florentin Desmalles           |                          | Propriétaire à Bougé-Chambalud                                                                              |
| 1898                                     | 1900 (décès) | Louis Garilland               | Républicain progressiste | Maire du Péage-de-Roussillon, suppléant du juge de paix                                                     |
|                                          |              |                               |                          | |
| 1904                                     | 1907         | Adolphe Marchand              |                          | Maire du Péage-de-Roussillon                                                                                |
| 1907                                     | 1919         | Lucien Romatif                | Radical                  | Propriétaire à Roussillon                                                                                   |
|                                          |              |                               |                          | |
|                                          | 1937         | Paul Bénatru                  | Républicain radical      | Entrepreneur et agriculteur au Péage-de-Roussillon                                                          |
| 1937                                     | 1940         | Jean Jury                     | Droite                   | Propriétaire et négociant, maire de Roussillon                                                              |
| 1940                                     |              |                               |                          | Les conseils d'arrondissement ont été suspendus par la loi du 12 octobre 1940 et n'ont jamais été réactivés |
| Les données manquantes sont à compléter. |              |                               |                          | |

### Conseillers départementaux à partir de 2015
| Période élective | Période élective | Mandat | Mandat   | Identité            | Nuance | Nuance | Qualité |
| ---------------- | ---------------- | ------ | -------- | ------------------- | ------ | ------ | --- |
| 2015             | 2021             | 2015   | 2021     | Sylvie Dézarnaud    |        | LR     | Employée du secteur public Maire de Revel-Tourdan (2008-2020) Présidente de la Communauté de communes Entre Bièvre et Rhône (2020-2025)   |
| 2015             | 2021             | 2015   | 2021     | Robert Duranton     |        | LR     | Cadre Maire de Roussillon (depuis 2014) Vice-Président chargé de l'agriculture, de l'irrigation, de la filière bois et de l'environnement |
| 2021             | 2028             | 2021   | en cours | Robert Duranton     |        | LR     | Conseiller sortant Président de la Communauté de communes Entre Bièvre et Rhône (depuis 2025)                                             |
| 2021             | 2028             | 2021   | en cours | Christelle Grangeot |        | DVD    | Retraitée de La Poste Maire de Bellegarde-Poussieu                                                                                        |

### Résultats détaillés

#### Élections de mars 2015
À l'issue du 1er tour des élections départementales de 2015, deux binômes sont en ballottage : Isabelle Chareyron et Jean-Philippe Lefevre (FN, 32,64 %) et Sylvie Dezarnaud et Robert Duranton (Union de la Droite, 26,13 %). Le taux de participation est de 49,33 % (15 501 votants sur 31 421 inscrits) contre 49,24 % au niveau départemental et 50,17 % au niveau national.
Au second tour, Sylvie Dezarnaud et Robert Duranton (Union de la Droite) sont élus avec 59,1 % des suffrages exprimés et un taux de participation de 48,36 % (7 798 voix pour 15 194 votants et 31 420 inscrits).

#### Élections de juin 2021
Le premier tour des élections départementales de 2021 est marqué par un très faible taux de participation (33,26 % au niveau national). Dans le canton de Roussillon, ce taux de participation est de 29,25 % (9 401 votants sur 32 135 inscrits) contre 31,88 % au niveau départemental. À l'issue de ce premier tour, deux binômes sont en ballottage : Robert Duranton et Christelle Grangeot (DVD, 33,96 %) et Béatrice Moulin-Martin et Gilles Vial (Union à gauche, 27,37 %).
Le second tour des élections est marqué une nouvelle fois par une abstention massive équivalente au premier tour. Les taux de participation sont de 34,36 % au niveau national, 32,23 % dans le département et 29,78 % dans le canton de Roussillon. Robert Duranton et Christelle Grangeot (DVD) sont élus avec 61,5 % des suffrages exprimés (5 537 voix pour 9 573 votants et 32 144 inscrits),,. 

## Composition

### Composition avant 2015
Avant 2015, le canton de Roussillon regroupait vingt-et-une communes.
| Nom                    | Code Insee | Codepostal | Superficie (km2) | Population (dernière pop. légale) | Densité (hab./km2) |
| ---------------------- | ---------- | ---------- | ---------------- | --------------------------------- | ------------------ |
| Roussillon (chef-lieu) | 38344      | 38150      | 11,62            | 8 012 (2012)                      | 690                |
| Agnin                  | 38003      | 38150      | 7,96             | 1 026 (2012)                      | 129                |
| Anjou                  | 38009      | 38150      | 5,03             | 1 016 (2012)                      | 202                |
| Assieu                 | 38017      | 38150      | 12,34            | 1 368 (2012)                      | 111                |
| Auberives-sur-Varèze   | 38019      | 38550      | 7,05             | 1 504 (2012)                      | 213                |
| Bougé-Chambalud        | 38051      | 38150      | 15,85            | 1 365 (2012)                      | 86                 |
| Chanas                 | 38072      | 38150      | 11,65            | 2 377 (2012)                      | 204                |
| La Chapelle-de-Surieu  | 38077      | 38150      | 11,22            | 712 (2012)                        | 63                 |
| Cheyssieu              | 38101      | 38550      | 8,55             | 1 052 (2012)                      | 123                |
| Clonas-sur-Varèze      | 38114      | 38550      | 6,83             | 1 528 (2012)                      | 224                |
| Le Péage-de-Roussillon | 38298      | 38550      | 7,41             | 6 792 (2012)                      | 917                |
| Sablons                | 38349      | 38550      | 10,23            | 2 101 (2012)                      | 205                |
| Saint-Alban-du-Rhône   | 38353      | 38370      | 3,56             | 845 (2012)                        | 237                |
| Saint-Clair-du-Rhône   | 38378      | 38370      | 7,16             | 3 911 (2012)                      | 546                |
| Saint-Maurice-l'Exil   | 38425      | 38550      | 12,82            | 5 995 (2012)                      | 468                |
| Saint-Prim             | 38448      | 38370      | 7,30             | 1 239 (2012)                      | 170                |
| Saint-Romain-de-Surieu | 38452      | 38150      | 4,71             | 336 (2012)                        | 71                 |
| Salaise-sur-Sanne      | 38468      | 38150      | 16,15            | 4 270 (2012)                      | 264                |
| Sonnay                 | 38496      | 38150      | 14,17            | 1 268 (2012)                      | 89                 |
| Vernioz                | 38536      | 38150      | 11,32            | 1 205 (2012)                      | 106                |
| Ville-sous-Anjou       | 38556      | 38150      | 18,25            | 1 151 (2012)                      | 63                 |

### Composition depuis 2015
À la suite du redécoupage cantonal de 2014, le canton de Roussillon regroupe désormais vingt-sept communes.
| Nom                                | Code Insee | Intercommunalité         | Superficie (km2) | Population (dernière pop. légale) | Densité (hab./km2) | Modifier                                    |
| ---------------------------------- | ---------- | ------------------------ | ---------------- | --------------------------------- | ------------------ | ------------------------------------------- |
| Roussillon (bureau centralisateur) | 38344      | CC Entre Bièvre et Rhône | 11,62            | 8 584 (2022)                      | 739                | modifier les données · modifier les données |
| Agnin                              | 38003      | CC Entre Bièvre et Rhône | 7,96             | 1 240 (2022)                      | 156                | modifier les données · modifier les données |
| Anjou                              | 38009      | CC Entre Bièvre et Rhône | 5,03             | 1 023 (2022)                      | 203                | modifier les données · modifier les données |
| Beaurepaire                        | 38034      | CC Entre Bièvre et Rhône | 18,46            | 5 007 (2022)                      | 271                | modifier les données · modifier les données |
| Bellegarde-Poussieu                | 38037      | CC Entre Bièvre et Rhône | 16,79            | 1 015 (2022)                      | 60                 | modifier les données · modifier les données |
| Bougé-Chambalud                    | 38051      | CC Entre Bièvre et Rhône | 15,85            | 1 469 (2022)                      | 93                 | modifier les données · modifier les données |
| Chalon                             | 38066      | CC Entre Bièvre et Rhône | 5,20             | 169 (2022)                        | 33                 | modifier les données · modifier les données |
| Chanas                             | 38072      | CC Entre Bièvre et Rhône | 11,65            | 2 714 (2022)                      | 233                | modifier les données · modifier les données |
| La Chapelle-de-Surieu              | 38077      | CC Entre Bièvre et Rhône | 11,22            | 761 (2022)                        | 68                 | modifier les données · modifier les données |
| Cour-et-Buis                       | 38134      | CC Entre Bièvre et Rhône | 13,73            | 926 (2022)                        | 67                 | modifier les données · modifier les données |
| Jarcieu                            | 38198      | CC Entre Bièvre et Rhône | 6,31             | 1 135 (2022)                      | 180                | modifier les données · modifier les données |
| Moissieu-sur-Dolon                 | 38240      | CC Entre Bièvre et Rhône | 14,38            | 721 (2022)                        | 50                 | modifier les données · modifier les données |
| Monsteroux-Milieu                  | 38244      | CC Entre Bièvre et Rhône | 8,17             | 782 (2022)                        | 96                 | modifier les données · modifier les données |
| Montseveroux                       | 38259      | CC Entre Bièvre et Rhône | 16,48            | 998 (2022)                        | 61                 | modifier les données · modifier les données |
| Pact                               | 38290      | CC Entre Bièvre et Rhône | 9,74             | 864 (2022)                        | 89                 | modifier les données · modifier les données |
| Le Péage-de-Roussillon             | 38298      | CC Entre Bièvre et Rhône | 7,41             | 6 587 (2022)                      | 889                | modifier les données · modifier les données |
| Pisieu                             | 38307      | CC Entre Bièvre et Rhône | 18,76            | 526 (2022)                        | 28                 | modifier les données · modifier les données |
| Pommier-de-Beaurepaire             | 38311      | CC Entre Bièvre et Rhône | 19,16            | 731 (2022)                        | 38                 | modifier les données · modifier les données |
| Primarette                         | 38324      | CC Entre Bièvre et Rhône | 21,76            | 694 (2022)                        | 32                 | modifier les données · modifier les données |
| Revel-Tourdan                      | 38335      | CC Entre Bièvre et Rhône | 11,62            | 1 050 (2022)                      | 90                 | modifier les données · modifier les données |
| Sablons                            | 38349      | CC Entre Bièvre et Rhône | 10,23            | 2 306 (2022)                      | 225                | modifier les données · modifier les données |
| Saint-Barthélemy                   | 38363      | CC Entre Bièvre et Rhône | 7,98             | 929 (2022)                        | 116                | modifier les données · modifier les données |
| Saint-Julien-de-l'Herms            | 38406      | CC Entre Bièvre et Rhône | 9,17             | 163 (2022)                        | 18                 | modifier les données · modifier les données |
| Saint-Romain-de-Surieu             | 38452      | CC Entre Bièvre et Rhône | 4,71             | 465 (2022)                        | 99                 | modifier les données · modifier les données |
| Salaise-sur-Sanne                  | 38468      | CC Entre Bièvre et Rhône | 16,15            | 4 548 (2022)                      | 282                | modifier les données · modifier les données |
| Sonnay                             | 38496      | CC Entre Bièvre et Rhône | 14,17            | 1 255 (2022)                      | 89                 | modifier les données · modifier les données |
| Ville-sous-Anjou                   | 38556      | CC Entre Bièvre et Rhône | 18,25            | 1 179 (2022)                      | 65                 | modifier les données · modifier les données |
| Canton de Roussillon               | 3821       |                          | 331,96           | 47 841 (2022)                     | 144                | modifier les données                        |

## Démographie

### Démographie avant 2015
| 1962   | 1968   | 1975   | 1982   | 1990   | 1999   | 2006   | 2011   | 2012   |
| ------ | ------ | ------ | ------ | ------ | ------ | ------ | ------ | ------ |
| 28 367 | 31 351 | 32 814 | 34 965 | 38 736 | 41 911 | 45 828 | 48 653 | 49 073 |

### Démographie depuis 2015
En 2022, le canton comptait 47 841 habitants, en évolution de +2,32 % par rapport à 2016 (Isère : +3,07 %, France hors Mayotte : +2,11 %).
| 2013   | 2018   | 2022   |
| ------ | ------ | ------ |
| 45 815 | 47 043 | 47 841 |